# Juan Carlos Stauskas
Juan Carlos Stauskas (ur. 6 sierpnia 1939 w Buenos Aires) – argentyński piłkarz, grający podczas kariery na pozycji obrońcy.

## Kariera klubowa
Juan Carlos Stauskas podczas kariery występował w klubie River Plate. Nie zdołał rozegrać w jego barwach meczu w lidze argentyńskiej.

## Kariera reprezentacyjna
Stauskas występował w olimpijskiej reprezentacji Argentyny. 
W 1960 uczestniczył w Igrzyskach Olimpijskich. Na turnieju w Rzymie wystąpił we wszystkich trzech meczach grupowych z Danią, Tunezją i Polską.